# Nemactis colorata
Nemactis colorata is een zeeanemonensoort. De anemoon komt uit het geslacht Nemactis. Nemactis colorata werd in 1850 voor het eerst wetenschappelijk beschreven door Duchassaing. 